# Rhyacophila negrosana
Rhyacophila negrosana är en nattsländeart som beskrevs av Wolfram Mey 1998. Rhyacophila negrosana ingår i släktet Rhyacophila och familjen rovnattsländor. Inga underarter finns listade i Catalogue of Life.